# Sogbo Dorsa
I Sogbo Dorsa sono una struttura geologica della superficie di Venere.